# Aeolochroma perfulvata
Aeolochroma perfulvata är en fjärilsart som beskrevs av W. Warren 1899. Aeolochroma perfulvata ingår i släktet Aeolochroma och familjen mätare. Inga underarter finns listade i Catalogue of Life.